# Dimitrios Galanos

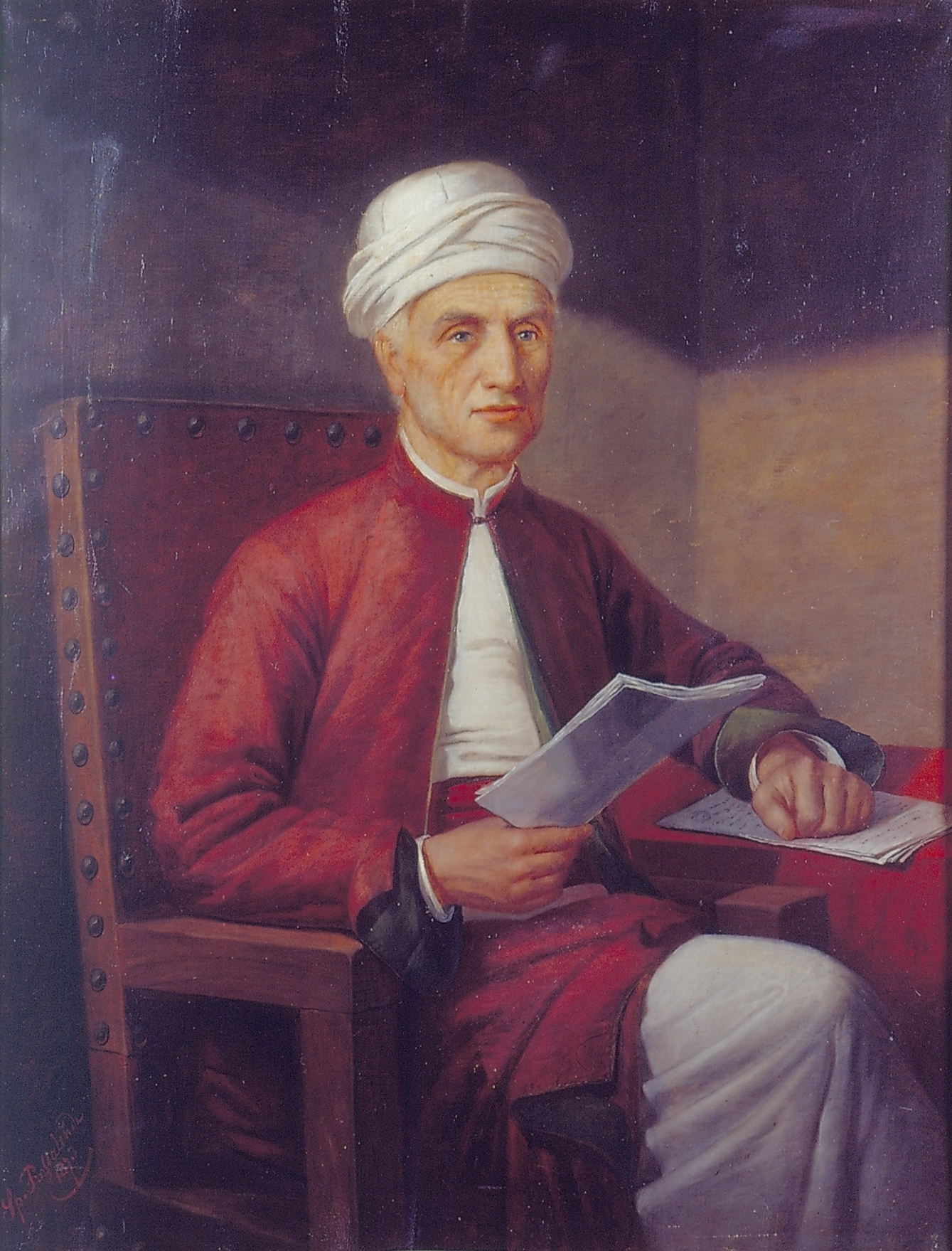
Retrato de Dimitrios Galanos. El original se encuentra en la galería de la Universidad de Atenas.

Dimitrios Galanos (Atenas, 1760-Benarés, 3 de mayo de 1833) fue el primer indólogo griego.
- Δημήτριος Γαλανός en griego.

Sus traducciones de algunos textos del sánscrito al griego puso a disposición de muchos europeos el conocimiento de las ideas religiosas de la India.

## Biografía
Nació en Atenas, en la época en que Grecia estaba invadida por el Imperio otomano. Tras la muerte de su padre, Galanos viajó a Constantinopla, donde vivía su tío Gregorio, que era obispo de Cesarea y estaba a la cabeza del sagrado Sínodo de la Gran iglesia. En 1786 ―a los 26 años de edad― se dirigió a la India, un viaje de seis meses. Allí, como maestro de griego, visitó muchas ciudades.
Pasó en la India los siguientes 47 años, y nunca regresó a su país. Se estableció en Varanasi (Benarés), a orillas de río Ganges, donde tradujo muchos textos sagrados hinduistas al griego y compiló un diccionario sánscrito-inglés-griego, con más de 9000 palabras.
Murió en Benarés el 3 de mayo de 1833, a los 72 años. Fue enterrado en el cementerio católico de allí, y en su tumba se inscribió el epitafio en griego: «En memoria de Dimitrios Galanos, el ateniense».
El indio Munshi Sital Singh (un erudito brahmán que fue maestro de sánscrito y amigo de Galanos) escribió estos versos en hindi, que también se escribieron sobre la tumba:

¡Ay, cien veces! Dimitrios Galanos partió de este mundo a las mónadas eternas. ¡Ay de mí! Llorando y lamentándome he dicho esto. Estoy fuera de mí mismo. Ah, él se ha ido, el Platón de este siglo.
Munshi Sital Singh

Precedido por un breve recuerdo en persa, la siguiente endecha griega fue también añadida por Ananías, el coadjutor del Patriarca de Sinaí:

Demetrios Galanos, el ateniense de Grecia, murió en las Indias. Él era un amigo de las musas y un hombre de erudición. Él brilló en fama y vocación. Dejó esta vida tediosa y partió hacia una vida sin aflicción y eterna. En agradecimiento, su sobrino Pandoleón erige este cenotafio para su memoria eterna.

En septiembre de 2000, la Universidad Jawaharlal Nehru (de Nueva Delhi) estableció una cátedra de Estudios Helénicos, que denominó Dimitrios Galanos en honor al traductor.